# 里見の謎
『里見の謎』（さとみのなぞ）は、1996年12月6日に日本のサンテックジャパンより発売されたプレイステーション用コンピュータRPGである。
製作総指揮は小澤夢生、監督・脚本は堀ちえみや岡田有希子等への楽曲提供や、光栄の『水滸伝・天命の誓い』（1988年）の作曲などを担当した三井一正である。なお、当ゲームシステムの統括は、秋篠雅弘が率いたJフォースで『あらいぐまラスカル』（1994年）や『熱血大陸バーニングヒーローズ』（1995年）を製作し、サンテックジャパンのアダルトゲームまで深く関わった横塚英一郎（イアラ・ラセ）である。横塚は後述する「じどう」の名づけシステム、各種ゲームシステムの提案、また本作品のパッケージに貼り付けられた「オススメRPG」のシールを提案した人物である。
ゲーム内容は悪のカルト集団ヌーヌーが蔓延し自然界のバランスが崩れた現代を舞台としており、主人公「ゆめわか」を操作して謎の失踪を遂げた母親を探すために愛犬ラブリーと共に冒険していく内容となっている。ゲームシステムは既存のRPGにはない要素を盛り込んだものとなっている。
各種の画期的な新機能と称した独自のシステムが搭載されている事や、パッケージに記載された「物語を盛り上げる、極上の音質と音楽表現」などのキャッチコピーに比して内容が伴っていない事などから、『超クソゲー』や『悪趣味ゲーム紀行』などのコンピュータゲーム関連書籍にて多く取り上げられる事となった。

## 概要
オープニングおよびエンディングのナレーション、挿入歌・ラストボス戦に流れる曲の歌唱は島紘子が担当している。ちなみに、本作品で他にキャラボイスが充てられているのは主人公の飼い犬だけである。CD-ROMのトラック2には警告メッセージが収録されている。後半は島紘子の自己紹介をしており、芸能学校の宣伝や、ゲームの挿入歌2曲で9分弱ある。警告メッセージはプログラムの半分のサイズを使用している。プログラムと警告メッセージをあわせてもCD-ROMの容量の半分にも満たない。そのせいか、データのロード時間がほぼ無いと言っても過言ではないほど速い。
パッケージにはメーカーが自分で「オススメRPG」というシールを貼っていたこともあり、結果としてPlayStation用ソフトの中でも屈指のバカゲーもしくはクソゲーとの評価がある。オススメシールは販売店が貼ったと勘違いして購入した者も多かった。このシールは発売後にソニー側より不当表示のクレームを受けたため、後期出荷分には付いていない。販売数が少なかったことから中古市場でもあまり目にすることはなく、また中古価格も高めで、特に「オススメRPG」シール付きの初期出荷品には高額なプレミアがついている。
当時としても時代錯誤感を催させるキャラクターデザイン、窮屈な世界観を醸し出す縦方向のみに伸びたフィールド、幻覚じみた荒唐無稽なストーリーなどからRPGとしての評価は低いが、ゲームシステム自体は特に破綻がないためプレイは問題なく行える。
本作のエンディングの末尾には「TO BE CONTINUED...」というメッセージが表示されるが、サンテックジャパンが倒産したため続編は出ていない。また、サンテックジャパンのアダルトゲーム部門であるk'nightが発売した『さよならの微笑み』（1999年）というゲームでは、登場人物が『○○の謎というイカスゲーム』をプレイしようとするセルフパロディがある。

## ゲーム内容

### じどう
操作するキャラクターの名前入力画面において、自動で名前を決定してもらうシステムである。「じどう」を使用すると、使用するごとに一文字ずつ、五十音の中からランダムで文字が選択される。例) 「そねゆあふ」「ぜぜぅちち」「やずかくづ」など。
ランダムの結果、時には「たゅー」「ょぬっっと」「ゅーじぉと」など、発音困難な名前が生成されることもある。

### PMLS（プログレッシヴ・マップ・リンク・システム）
基本的に全てのマップが縦方向に連結されており、場面ごとの画面切り替えは現在いるマップの上端か下端で発生する。このため本作は縦スクロールRPGであり、常に上方向が「先に進む」となるため、次にどこへ向かえばよいか、迷いにくいようになっている。また、スクロール自体は通常のRPGと同様に上下左右に自由に動き、マップの右上と左上から別の場所に進むなど分岐も多い。画面切り替えポイントが左右にないというだけで、個々のマップには横に長いものもある。なお、横方向の画面切り替えも、ゲーム全編を通して1か所のみ存在する。

### DCBS（ダイレクト・コマンド・バトル・システム）
戦闘時画面に出てくる3体の敵に対して左から「□・△・○」のマークが割り振られており、コントローラーの該当ボタンを押すだけで敵にダメージを与えることができる。魔法や道具、味方への回復なども他のボタンを併用して□・△・○で決定することで同様に行なえる。単体攻撃のほか、同時押しで威力を分散した全体攻撃も可能である。キャラクター単位で、個々に設定された速さを基準に行動権を取得し、個々にコマンド入力のうえ、そのコマンドを即座に実行というパターンを繰り返すことで戦闘は進行する。いわゆる従来のRPGのようなターン制の概念がない。また、一般的なRPGの戦闘と異なり、敵に与えた、または敵から受けたダメージが数値で表記されない、動作を表すアニメーションがないか極端に短いなどの特徴がある。非常にスピーディーな戦闘が可能となる一方で、敵に与えたダメージ量が見えなかったり、敵味方ともに行動が一瞬で終了してしまうため、戦闘中の現状把握が難しいという問題もある。

### FECS（フラッシュ・エンカウント・コントロール・システム）
フィールドやダンジョンで敵と遭遇した際に、即座に戦闘に移行するシステムである。本作ではエンカウント時のソフト読み込み時間がほとんど発生せず、戦闘画面そのものが簡略であることも相まって、比較的早いタイミングで戦闘画面へ移行することができる。本作品発売の約4年後に『ドラゴンクエストVII エデンの戦士たち』（2000年）が同様のフラッシュエンカウントシステムを採用し話題となっているが、『ドラクエVII』がフラッシュエンカウントの導入によりフリーズが多発したのとは対照的に、本作では目立った弊害は起こっていない。

## あらすじ
ある日、近所の海岸で釣りをしていた少年・ゆめわかは、謎の壷を手に入れる。家に戻り、ゆめわかの母にその壷を見せたところ、母は明らかに何かを知っているような反応を示し、ゆめわかに今日はもう寝なさいと促した。翌日、ゆめわかの母は手紙を残して失踪していた。手紙の内容に従い、ゆめわかは愛犬ラブリーと共にヘッケル博士を訪ねるため、タテヤマーナの町へ向かうのだった。

## キャラクター

### 登場人物
夢若（ゆめわか）
主人公の少年。12歳。コンピュータが得意の、ごく普通の少年。現代の街タテヤマーナで育ち、母親と二人暮らしをしている。快活な性格。近所の砂浜で壺を釣り上げたことで、自分の中に何かが目覚め、時を超えた冒険の旅に出ることになる。絵にかいたような荒唐無稽なストーリーを展開する要因としての側面を持つ。
洋介（ようすけ）
主人公の友達。15歳。ワンレンのようなロングヘアーで、おおらかな性格の熱血漢。主人公の少年より年上だが、彼には一目置いている。タテヤマーナの海で主人公と一緒に釣りをしているところから、物語は始まる。ゲーム開始時に名前を入力するキャラであるにもかかわらず、中盤でパーティから抜ける。
ラブリー
主人公の飼い犬。主人公が幼いころからいつも一緒。ラブラドールレトリバーとしてはエリートの家系。フレンドリーな性格。泳ぎが得意で海が大好き。キャラボイス付き。最初から最後までパーティにいる。
母
主人公の母。物語のオープニングで、ゆめわかが砂浜で釣り上げた壺を見て戦慄する。その翌日、ヘッケルはかせの所に行くように促す書置きを残して失踪する。その後は一切登場せず、エンディングで夫と会話をしているモノローグのみ出てくる。
ヘッケルはかせ
隣町に住んでいる博士。最終決戦前に仲間になり、非常に強い。
イズミ
ヒロイン候補。非常に気が強い少女。序盤でいきなり喧嘩を売られ、戦うことになる。途中でパーティを抜けるが、選択によっては最終決戦時に再び加わる。
千夜
ヒロイン候補。「さや」と読む。神秘的な雰囲気を持つ少女。イズミよりもパーティにいる期間が長い。ヒロインはイズミか千夜から選ぶことになるが、違いは最終決戦の加入メンバーとエンディングのナレーションくらいである。また、ゲーム開始時にどちらかを選択するが、影響するのはオープニングのナレーションのみである。
ジュウベー
忍者。一時仲間になるが、忍者なのに「たかいところがにがて」という理由からパーティーを抜ける。
ヌーのヌー
本作の最終ボス。肥満体のような怪物。タテヤマーナから電車で行けるヌーヌーの総本山に潜み、ゆめわかに世界を共に手に入れるよう勧誘する。戦闘中のBGMとして「流星のティアラ」が流れる。

### 敵キャラクター
全体的な傾向として、2種類の生物を合成したようなデザインが多い。
からすてんぐ
羽の生えた天狗。
ヌーのウー
子供がそのまま大人になったような妖怪で、巻物欲しさに人々を苦しめる悪党。
がくしがえる
楽器を奏でるカエルのお化け。
きけんなかかし
爆弾を付けた案山子で、人間を襲撃。
でめきりん
この妖怪と戦っていると酒を一杯ひっかけたくなるという。
いそぎんほたて
通常のホタテと異なり食用ではない。
きつねわらべ
キツネの面を被った妖怪で、普通の子供ではない。
ダンシンギョ
フグのマラカスを持って、踊りながら攻撃を仕掛けてくる。表情の無さも特徴。
タコ・デ・イーカ
タコとイカが混ざったような妖怪。
ゆうれいちゃん
容姿が可愛いが、人間に憑依する危険な幽霊。
かわやきんじろう
川辺に住み、読書を好む妖怪。とても神経質なので、邪魔をすると怒る。
ねこのおやびん
その辺にいるような偉そうな猫よりも凄い存在である。

## 開発
本作はサンテックジャパンのテレビゲーム初参入ソフトである。それまでは業務用カラオケなどの音源製作をメインに行う会社だった。「里見の謎」の「里見」や「タテヤマーナ」の町は、会社の所在地が千葉県館山市にあり、この地が南総里見八犬伝の所縁の地であることが由来となっている。ただし、ゲーム本編の内容には南総里見八犬伝は全く関係しない。
本作品は音楽関係者中心で作ることをモットーとして製作された経緯がある。そのため監督と脚本に本来の脚本家を使わずミュージシャンに一任したために、異様なシナリオやゲームシステムができ上がった。また、本作品のパッケージ裏面には「極上の音質と音楽表現!」と記載されている。
このようなゲームが開発された背景には、ソニーが任天堂を出し抜くにはソフトの数で勝負する必要があると考えられたという。小規模なソフトハウスも気軽にPSに参加できるよう、ハード参入への敷居を徹底的に下げ、多数のソフト開発メーカーの参加を可能にしたが、その結果として低質なゲームの発売も招かれたという。

## 音楽

### 挿入歌
「流星のティアラ」
- 作詞：MAMA HANAKO（真杉潤子）、作曲：よしだやよい（紅林弥生）、歌：島紘子

「時空を越えた恋人たち」
- 作詞：すずきかずみ、作曲：よしだやよい（紅林弥生）、歌：島紘子

「エンディングテーマ」
- 作曲：よしだやよい（紅林弥生）

### オリジナルサウンドトラック
発売から5年後の2001年、サンテックジャパンのインディーズレーベル部門『サンテックレコード』のウェブサイトにて、サウンドトラックがCD-Rにより200枚限定で通販で販売された（品番STCX-0004　定価2800円）。秋葉原のPCショップにも何枚か卸されて販売されたという。特典として里見カードという全100種のトレーディングカードが4枚封入されていた。ゲーム内で使用されたBGMとジングル集に島紘子の楽曲、さらに島紘子のファンへの新録音メッセージも収録され、「私もまた歌いたくなってきた」という発言をしている。
収録曲
1. メインフィールド
2. 森のダンジョン
3. 労働
4. バトル開始
5. フィールド2
6. 昔の村
7. 千夜姫のお城
8. 祭りだ祭りだ！
9. 酔いどれ仙人の洞窟
10. バトル2
11. 幽霊ちゃんのいる峠越え
12. 夢を載せ我が船は行く
13. 村
14. 神秘の泉
15. アオキンドのカラクリ洞窟
16. 地の底
17. 新たなる大地へ
18. ボスキャラ戦闘
19. 流星のティアラ
20. 時空を越えた恋人たち
21. STJのテーマ
22. しまひろこメッセージ
23. ジングル集

## スタッフ
- ストーリー・コンセプト：小澤夢生
- シナリオ：三井一正
- キャラクター・デザイン：せきたかかず
- マップ・デザイン：たかはしひでお
- グラフィック：すずきともみ、こんどうひさよ
- プログラム：横塚英一郎、やまきのりひと
- サウンド：えんどうあきこ
- アシスタント・ディレクター：千葉広隆
- ジャケット&ブックレット：うえまつのぼる、ビバマンボ
- スーパーバイザー：おおたひろかず
- マネージメント：おざわまゆみ
- スペシャル・サンクス：いしぐろたかのり（モストミュージック）、かとうのけいすけ、河原崎秀樹（ロデオドライブ）、沖縄タレントアカデミー、沖縄マルチメディア学院、おざわこうへい（ラップ）、武村修（LDKスタジオ）
- ディレクター：三井一正
- プロデューサー：小澤夢生

## 評価
- ゲーム本『超クソゲー』においてライターの阿部広樹は、パッケージに関しては「『中1コース』へのイラスト投稿でも没られるといっても過言ではない」、ゲーム中のグラフィックに関しては「PCエンジンのHuカードで作ったRPG並み」、他にもテキストに漢字がほとんど使用されていない事や一部ゲームシステムが「普通のRPGから何かを引き算した」だけであると酷評した[4]。しかし、CDの読み込み時間の速さは同機種の『ファイナルファンタジーVII』（1997年）と同等であると高評価を与えたが、『ファイナルファンタジーVII』が豪華な内容が快適に遊べる事に対して本作では読み込み時間短縮のために「他の全てを犠牲にしている」とも指摘した[4]。

- ゲーム本『悪趣味ゲーム紀行』においてライターのがっぷ獅子丸は、戦闘コマンドの操作が簡略化されている事を好意的に評価したが、一部ゲームシステムに関して「普通元々あったものを外したことを新機能とは言いません」と指摘、またグラフィックが旧世代機並みである事やモンスターのデザインに関しては「妙に不安な気分にさせる」と評価、戦闘に敗北するとタイトル画面に戻される事や『南総里見八犬伝』とは何の関連もない事、ストーリー上の目的であった母親が最後まで出てこない事などを酷評した[5]。